# Hòa phi
Hòa phi Na Lạp thị (chữ Hán: 和妃那拉氏; ? - 4 tháng 4, năm 1836), là một phi tần của Thanh Tuyên Tông Đạo Quang Đế.

## Xuất thân
Hòa phi Na Lạp thị không rõ ngày sinh và năm sinh, xuất thân từ gia tộc Huy Phát Na Lạp thị, thuộc Chính Bạch kỳ Bao y, là "Chính Bạch kỳ Bao y Tá lĩnh hạ nhân" (正白旗包衣佐領下人) trực thuộc Nội vụ phủ.
Nguyên thủy tổ của dòng họ này là Tô Ba Thái (蘇巴泰), nhập kỳ làm Bao y, phân vào Chính Bạch kỳ. Tuy Hòa phi mang họ Na Lạp thị và thế cư từ Huy Phát, nhưng gia tộc này của bà không hề liên quan huyết thống đến Huy Phát quốc chủ Na Lạp thị như Kế Hoàng hậu. Nói cách khác, mối quan hệ giữa gia tộc của Hòa phi và Huy Phát quốc chủ Na Lạp thị vương tộc, rất giống với dòng dõi Na Lạp thị của Từ Hi Hoàng thái hậu đối với hậu duệ của Bối lặc Diệp Hách bộ Kim Đài Cát, tuy cùng họ "Na Lạp thị", nhưng về huyết thống là chẳng liên quan gì với nhau cả.
Tương quan mà đánh giá, Chính Bạch kỳ Bao y Na Lạp thị ở đầu thời Thanh chỉ là dòng dõi quan lại trung cấp. Đến thời Ung Chính và Càn Long, tách ra một chi thủy tổ tên Tô Lăng Ngạch (蘇楞額), làm đến Đại thần Nội vụ phủ, Thượng thư bộ Công; một chi kia chính là dòng dõi của Hòa phi, có thủy tổ dựa vào xuất thân Chính Bạch kỳ lệ thuộc Nội vụ phủ, chậm rãi đảm nhận những chức quan hạng trung như Lang trung, Viên ngoại lang. Ngoài ra, chi gia tộc của Hòa phi còn có nhiều vị đảm nhiệm Nam dệt cục hoặc Hải quan giám đốc (海關監督), khiến một chi hệ tộc của Hòa phi đến thời giữa nhà Thanh là một dạng phú hào.
Tổ phụ của Hòa phi tên Tắc Lặc (塞勒), quan chức không cao, nhưng các con trai đều đảm nhiệm các chức quan trung cấp của Nội vụ phủ, nhưng đứa cháu trai Bối Tắc (輩則) bắt đầu tiến thân làm quan. Thân phụ Thành Văn (成文) là một Khanh hàm (卿銜), sinh ra các anh em của bà đều đảm nhiệm chức vụ quan liêu Nội vụ phủ, Hòa phi có một chị cả, gả cho Pháp Lương (法良) của Qua Nhĩ Giai thị. Hai đứa cháu trai của bà, một người tên Kỳ Khánh (麒慶), thi Tiến sĩ xuất thân, làm đến Đại học sĩ; vị kia là Tuấn Khải (俊啟), đạt đến Nội vụ phủ Đại thần, là Thanh mạt danh thần.

## Đại Thanh tần phi
Không có hồ sơ nào ghi lại chính xác khoảng thời gian Na Lạp thị trở thành thị thiếp của Đạo Quang Đế. Dựa vào số tài liệu còn lại, bà hầu Đạo Quang Đế khi ông vẫn còn là Hoàng tử, và dựa vào xuất thân Thượng tam kỳ Bao y của bà, thì Na Lạp thị chỉ có thể là Quan nữ tử trong thời gian ấy.
Năm Gia Khánh thứ 13 (1808), tháng 4, giờ Mùi, Na lạp thị sinh cho Dịch Vĩ, đó là con trai trưởng của Đạo Quang Đế. Vì lý do sinh được Hoàng trưởng tôn, Gia Khánh Đế đã phong Na Lạp thị lên làm Trắc Phúc tấn.
Năm Gia Khánh thứ 25 (1820), Gia Khánh Đế băng hà, Đạo Quang Đế kế vị. Năm Đạo Quang thứ 2 (1822), ngày 16 tháng 11 (âm lịch), lấy Lễ bộ Hữu Thị lang Bác Khải Đồ (博啟圖) làm Chính sứ, Nội các Đại học sĩ Hằng Linh (恆齡) làm Phó sứ, tuyên sách lập Trắc Phúc tấn Na Lạp thị làm Hòa tần (和嬪). Phong hiệu "Hòa", có Mãn văn là 「Hūwaliyasun」, ý rằng "Hài hòa".
Năm Đạo Quang thứ 3 (1823), ngày 12 tháng 2 (âm lịch), ra chỉ dụ tấn phong lên Phi. Ngày 23 tháng 2 (âm lịch), lấy Đại học sĩ Thác Tân (托津) làm Chính sứ, Lễ bộ Tả Thị lang Bác Khải Đồ làm Phó sứ, tiến hành lễ sách phong Hòa phi.
Sách văn viết:
| “                             | 朕惟鞠衣颁采。嘉佐治于睢麟。兰篆承华。表升荣于褕翟。彝章式叙。令范弥昭。咨尔和嫔那拉氏、端谨修型。肃雝秉式。三缫效绩。鸣机杼以襄劳。九御宣勤。侍辎軿而膺佑。兹仰承皇太后慈谕。晋封尔为和妃。申之册命。尔其祗承徽锡。聿遵内则之仪。益懋芳猷。允赞中宫之化。钦哉。 . Trẫm duy cúc y ban thải. Gia tá trị vu tuy lân. Lan triện thừa hoa. Biểu thăng vinh vu du địch. Di chương thức tự. Lệnh phạm di chiêu. Tư nhĩ Hòa tần Na Lạp thị, đoan cẩn tu hình. Túc ung bỉnh thức. Tam sào hiệu tích. Minh cơ trữ dĩ tương lao. Cửu ngự tuyên cần. Thị truy bình nhi ưng hữu. Tư ngưỡng thừa Hoàng thái hậu từ dụ. Tấn phong nhĩ vi Hòa phi. Thân chi sách mệnh. Nhĩ kỳ chi thừa huy tích. Duật tuân nội tắc chi nghi. Ích mậu phương du. Duẫn tán trung cung chi hóa. Khâm tai. | ” |
| — Sách văn Hòa phi Na Lạp thị | |   |

Năm Đạo Quang thứ 16 (1836), ngày 4 tháng 4 (âm lịch), Hòa phi Na Lạp thị qua đời, không rõ bao nhiêu tuổi. Ngày 21 tháng 9 (âm lịch) cùng năm được an táng ở Mộ Đông lăng (慕东陵), thuộc Thanh Tây lăng.
Hòa phi là một trong 4 vị thị thiếp thời còn ở tiềm để hầu hạ Đạo Quang Đế, bên cạnh Điềm tần, Định Quý nhân cùng Bình Quý nhân; và cuối cùng cũng chỉ có mình Hòa phi đạt đến Phi vị, điều này có lẽ chỉ vì bà là sinh mẫu của Hoàng trưởng tử Dịch Vĩ. Tuy thân phận Hoàng trưởng tử, nhưng Dịch Vĩ rốt cục vẫn không có mấy sủng ái từ cha, đa phần vì xuất thân của Hòa phi. Có truyền thuyết nói rằng, Đạo Quang Đế cay nghiệt Dịch Vĩ, vì Hoàng tử làm "xấu hổ" vị trí Trưởng tử của ông, nguyên do bản thân Đạo Quang Đế là Đích trưởng tử (con trai trưởng do Hoàng hậu hạ sinh), trong khi Hòa phi chỉ là Bao y.
Sau cái chết của con trai (1831), Hòa phi từ đó ẩn dật trong cung, lặng lẽ qua đời 5 năm sau đó, không được bất kì đãi ngộ ưu việt nào. Bên cạnh những nguyên do có phần tiểu thuyết hóa trên, trong Thanh cung y án đặc biệt lưu lại khá nhiều bệnh trạng của Hòa phi, là chứng cứ có cơ sở nhất về cái chết của bà. Theo đó, năm Đạo Quang thứ 4, Hòa phi từng mắc kiết lỵ, sau đó lại mắc bệnh gan kéo dài. Đến năm thứ 15, Hòa phi mắc hen suyễn, đến năm thứ 16, mắc bệnh sưng phù, phỏng đoán là chết vì bệnh tâm phế.